# Mátyás Pirity

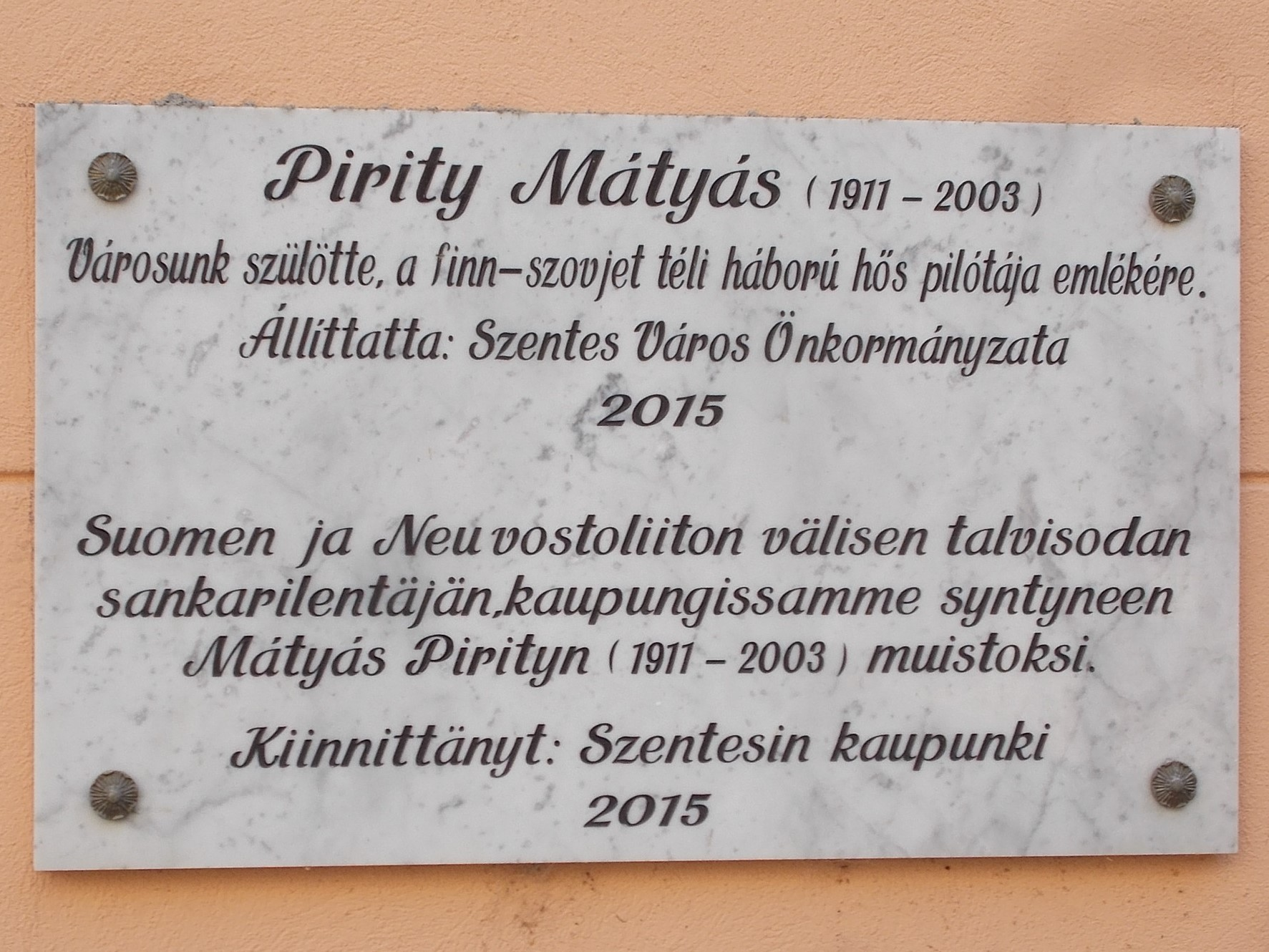
Tablica upamiętniająca w Szentes

Mátyás Pirity (ur. 28 grudnia 1911, zm. 17 maja 2003 w Budapeszcie) – węgierski pilot wojskowy, ochotnik w armii fińskiej podczas wojny zimowej 1939–1940.
Służył w stopniu podporucznika w węgierskim lotnictwie wojskowym. Latał na myśliwcu Fiat CR.32. W marcu 1939 r. wziął udział w krótkotrwałych działaniach wojennych pomiędzy Węgrami i Słowakami, zestrzeliwując 24 marca lekki bombowiec Letov Š-328. Został odznaczony medalem wojskowym. Pod koniec 1939 r. wraz z Vilmosem Békássym przyjechał do Finlandii, walczącej od 30 listopada z ZSRR. 16 grudnia wstąpił ochotniczo do fińskiego lotnictwa wojskowego. Otrzymał przydział do LLv26, stacjonującego w Utti. W I poł. lutego 1940 r. brał udział w dostarczaniu myśliwców Fiat G.50 ze Szwecji do Finlandii. Od 2 marca uczestniczył na Fiacie G.50 w 22 lotach bojowych przeciwko sowieckim myśliwcom i bombowcom. Według części źródeł miał na swoim koncie 1 uszkodzony SB-2. Otrzymał fińskie odznaczenie lotnicze. 28 marca opuścił Finlandię, po czym 2 dni później przybył na Węgry. Powrócił do służby w węgierskim lotnictwie wojskowym. Pilotował transportowce Junkers Ju 52 na froncie wschodnim. W 1948 r. wyjechał do Australii. Na emigracji odznaczono go fińskim Medalem Kampanii Wojny Zimowej. W 1993 r. powrócił do ojczyzny.